# Kindan no Resistance
Singles de Nana Mizuki
Vitalization
(2013) Eden
(2015)
Kindan no Resistance est le 30e single de la chanteuse et seiyū japonaise Nana Mizuki sorti le 15 octobre 2014 sous le label King Records. Il arrive 5e à l'Oricon. Il se vend à 40 018 exemplaires la première semaine et reste classé 17 semaines pour total de 55 209 exemplaires vendus.
Kindan no Resistance a été utilisé comme opening de l'anime Cross Ange ~Tenshi to Ryuu no Rondo~ tandis que Blue a été utilisé comme ending du film d'animation Uchuu Senkan Yamato 2199: Tsuioku no Koukai.

## Liste des titres
| 1. | Kindan no Resistance (禁断のレジスタンス) |  |
| 2. | Blue                                      |  |
| 3. | Dream Rider (ドリームライダー)            |  |